# ジョン・ハーツフェルド
ジョン・ハーツフェルド（John Herzfeld、1947年4月15日 - ）は、アメリカ合衆国の映画監督、脚本家である。『2 days トゥー・デイズ』を監督したことで知られている。

## 経歴
ニュージャージー州出身。マイアミ大学を卒業。2001年、『15ミニッツ』を監督する。2007年には『ボビーZ』を監督した。

## フィルモグラフィー

### 映画
- ふたりだけの微笑 Voices （1979年） - 脚本
- セカンド・チャンス Two of a Kind （1983年） - 監督・脚本
- 最後の冬 The Last Winter （1984年） - 脚本
- コブラ Cobra （1986年） - 出演
- 2 days トゥー・デイズ 2 Days in the Valley （1996年） - 監督・脚本
- 15ミニッツ 15 Minutes （2001年） - 監督・脚本・製作
- ボビーZ The Death and Life of Bobby Z （2007年） - 監督
- ゲットバッカーズ Reach Me （2014年） - 監督・脚本・製作
- 大脱出3 Escape Plan: The Extractors （2019年） - 監督・脚本

### テレビ映画
- わたし産んじゃうわ/ベイビー狂奏曲 Daddy （1987年） - 監督
- マッド・リベンジャー/復讐の掟 A Father's Revenge （1988年） - 監督
- N.Y.捜査線 ナイトハンター/女子学生殺人事件 The Preppie Murder （1989年） - 監督・脚本
- リメンバー 危険な愛の追憶 Remember （1993年） - 監督・脚本
- リングサイドの帝王/ドン・キング・ストーリー Don King: Only in America （1997年） - 監督
- チェーン・オブ・ファイア Point of Origin （2002年） - 製作

### テレビドラマ
- ハリウッド・ナイトメア Tales from the Crypt （1995年） - 監督